# Marius Sima

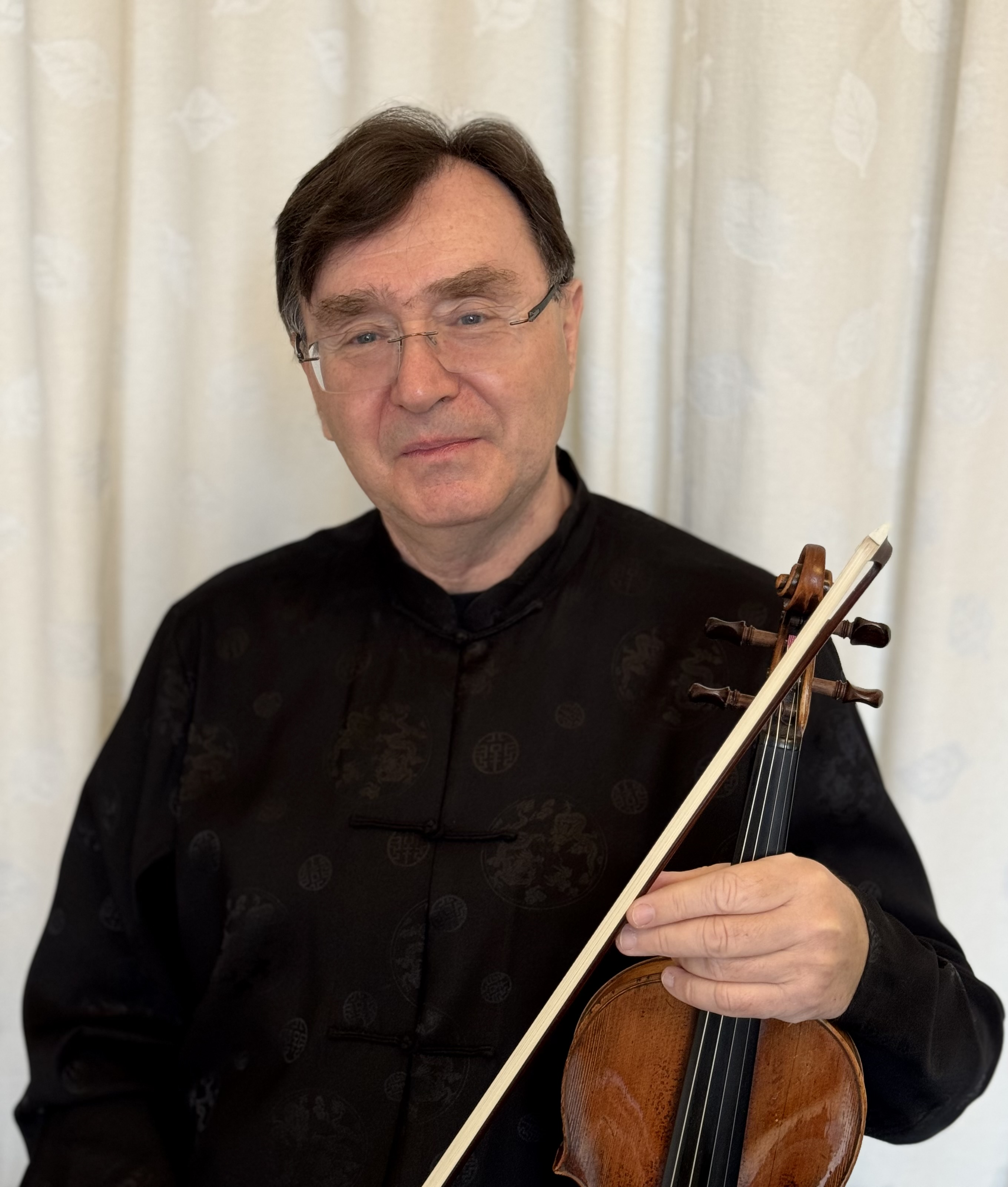
Marius Sima (2024)

Marius Sima (* 23. März 1960 in Brașov, Rumänien) ist ein deutscher Violinist und Konzertmeister rumänischer Herkunft. Er ist Honorarprofessor an der Hochschule für Musik Franz Liszt Weimar.

## Leben
Marius Sima wurde in Brașov (Kronstadt) in der Region Siebenbürgen geboren. Er studierte in seiner Heimatstadt bei Mihai Voicu und I. Ionescu – Galați (Schüler von Eugene Ormandy), Balogh Ferenz in Cluj und Stefan Gheorghiu (Schüler von George Enescu und David Oistrach) in Bukarest und setzte seinen Geigenunterricht u. a. bei Karl Suske (Leipzig), Vladimir Malinin (Moskau) und Wolfgang Marschner (Freiburg) fort.
1984 erhielt er die erste Konzertmeisterstelle in seiner Heimatstadt. Es folgten weitere Anstellungen als Konzertmeister am bedeutendsten Kammerorchester Rumäniens „Die Virtuosen aus Bukarest“ und als Konzertmeister der Nationalphilharmonie „George Enescu“ – Bukarest.
1990 siedelte er nach Deutschland über, wo er bis 2024 die Stelle des 1. Konzertmeisters der Jenaer Philharmonie. übernahm. Er wirkte parallel als Konzertmeister des „Orchestra Internazionale d'Italia“ in Italien und des „European Music Project“ in Ulm. Außerdem war er als Gastkonzertmeister bei verschiedenen Orchestern tätig, darunter den „Ravensburger Kammersolisten“, der "Filarmonica Rossini" in Pesaro (Italien), den "Hamburger Symfonikern", dem "Lebanese National Symphony Orchestra" in Beirut, dem "Philharmonischen Orchester Gera Altenburg", den "Thüringer Symphonikern" sowie vielen weiteren. 
Er war Preisträger mehrerer Wettbewerbe, u. a. 1. Preis beim rumänischen Nationalwettbewerb in den Jahren 1985 und 1987.
Zusammen als Duo (Violine und Klavier) mit Ehefrau Camelia Sima oder als Trio mit dem litauischen Cellisten Robertas Urba führten sie über 30 Jahren ein sehr aktives Konzertleben.
2022 wurde er Violinist des Trio Triton, mit Claudia Schwarze am Cello und Ralph Neubert am Klavier, und Teilnehmer der Thüringer Schlosskonzerte.
Konzertauftritte führten Marius Sima über Deutschland hinaus durch Europa (Rumänien, Österreich, Schweiz, Frankreich, Italien, Spanien, Norwegen, Russland, Ukraine, Slowakei, Polen, Holland, Bosnien und Herzegowina etc.) in den Nahen Osten (Libanon, Algerien), in den Fernen Osten (China, Japan, Thailand, Malayesien, Macao, Hongkong) und in die USA (New York, Washington, Nebraska, Illinois, Wisconsin, Virginia).
Er wirkte mit bei Fernsehen – und Rundfunkaufnahmen für MDR – Leipzig,
BR – München, SWR -Stuttgart, WDR – Köln, Deutschland Radio – Berlin, Radio Bukarest, BBC – London, RAI – Torino,
Radio France, Radio China, Hongkong, ABC – USA etc.
CDs wurden für ARTE NOVA – München,
POA Classic – Berlin, AMU Records – Kassel, DKV – Halle, PCM – Mediatechnik – Ulm, Symposion und Dynamic – Italien,
Parzifal – Schweiz produziert.
Seit 1999 unterrichtet er an der Hochschule für Musik „Franz Liszt“ Weimar in den Fächern Violine und Orchesterstudien und erteilt Kammermusik– und
Violinkurse in Deutschland, Spanien, Italien, Rumänien, Libanon, Algerien, V.R. China. Viele seiner Schüler sind Mitglieder renommierter Orchester (z. B. aus Berlin, Leipzig, Hamburg, Frankfurt, Nürnberg, London, St. Louis, Madrid, Barcelona, Taiwan, Shanghai).
2009 wurde er zum Honorarprofessor an der Hochschule für Musik „Franz Liszt“ Weimar ernannt.

## Auszeichnungen
- 1. Preise beim Rumänischen Nationalwettbewerb 1985 und 1987.[2]